# Teatao Teannaki
Teatao Teannaki (1936 – Betio, 11 ottobre 2016) è stato un politico gilbertese.

## Biografia
Teannaki è stato eletto Beretitenti (presidente) delle Kiribati nel 1991.
Era precedentemente il Vice-Presidente di Sir Ieremia Tabai dal 1979 al 1991, cumulando funzioni governative dal 1979.
Rimpiazzando Babera Kirata, morto improvvisamente poco prima dell’elezione, è eletto Beretitenti con poco margine nel 1991, con il sostegno del National Progressive Party. La sua vittoria però era limitata e subisce una mozione di sfiducia prima del termine del suo mandato nel maggio 1994.
Resta alla testa del NPP fino a luglio 2015 e raggiunge il nuovo Tobwaan Kiribati Party nel 2016 che lo fa eleggere Speaker nel febbraio 2016. Muore per una crisi cardiaca nello stesso anno.
È stato parlamentare alla Maneaba ni Maungatabu, rappresentando Abaiang (dal 1979 al 2016, ultima elezione, persa, nel gennaio 2016. Nel 1976 era già eletto alla House of Assembly delle Isole Gilbert, sempre per Abaiang).